# Шер Ллойд
Шер Ллойд  (англ. Cher Lloyd; нар. 28 липня 1993) — англійська співачка, авторка пісень, реп-виконавиця та модель. Стала відомою у 2010 році, посівши четверте місце у сьомому сезоні The X Factor.
Дебютний сингл Ллойд «Swagger Jagger» вийшов у липні 2011 року. Сингл став першим у чарті UK Singles Chart і другим у Ірландії. Її другий сингл «With Ur Love» вийшов 31 жовтня 2011 року у співпраці з Майком Познером і опинився на четвертому місці UK Singles Chart, та п'ятому місці у Ірландії; він передував її дебютному альбому Sticks and Stones(2011), який опинився на четвертому місці UK Albums Chart та сьомому місці у Ірландії. Ллойд випустила свій другий альбом Sorry I'm Late у 2014. Незважаючи на позитивні відгуки, альбом провалився, порівняно зі своїм попередником, зайнявши 21 місце у UK Albums Chart. Ллойд запрошували усюди і вона підписала контракт з американським лейблом Epic Records у 2012 році.

## Біографія
Шер Ллойд виросла у Малверні, Вустершир, з батьками Дарреном та Діаною та трьома молодшими братами та сестрами: Софі, Джошем та Розі. Її сім'я ромського походження, тож Шер провела перший рік життя, подорожуючи Уельсом зі своїми молодими батьками у каравані. З неї кепкували однокласники через її походження і звали «циганкою». Ллойд вступила до Dyson Perrins High School, де вивчала виконавські види мистецтва. Вона також навчалася у школі театрального мистецтва Stagecoach.

## Альбоми
- 2011 — Sticks and Stones
- 2014 — Sorry I'm Late

### 2011 — 2012:Sticks and Stones
Після завершення 7 сезону шоу The X-Factor було оголошено, що Ллойд підписалася на лейбл Syco Music. Незадовго після цього вона почала запис свого дебютного студійного альбому разом з авторкою пісень Отемн Роу та продюсерами RedOne, Джоні Паверзом та The Runners. 
Дебютний сингл було випущено у липні 2011. Він посів перше місце у чарті UK Singles Chart та продався у 303,000 копії у Британії. Альбом Sticks and Stones вийшов 4 листопада 2011 та продався у 55,668 копій першого ж тижня. Другий сингл, With Ur Love, який було записано зі співаком Майком Познером, купили 74,030 разів. 
У грудні того ж року Ллойд підписала контракт з американським лейблом Epic Records та оголосила про проведення першого концертного туру Sticks and Stones Tour, який відбувся у березні та квітні 2012 року. Також у жовтні 2012 Ллойд виступала на розігріві у гурта Hot Chelle Rae протягом австралійської гілки їхнього туру Whatever World Tour.

### 2013 — 2015: Sorry I'm Late та хіатус
Після кількох місяців від релізу дебютного альбому співачка підтвердила повідомлення про те, що розпочала запис другої платівки. Сумісну працю над нею також вели такі авторки та продюсерки, як Beth Ditto та Туве Лу. У січні 2013 було оголошено, що Ллойд виконуватиме зіркову роль у серіалі Big Time Rush. У листопаді 2013, в інтерв'ю Ларрі Кінґові, виконавиця розповіла, що залишила Syco Music через незгоди з головним продюсером Саймоном Ковеллом щодо її музичної кар'єри. Також вихід її другого альбому, що був запланований на осінь 2013, було відкладено на 2014 рік, попри те, що всі пісні були вже готові. 
Альбом Sorry I'm Late вийшов 23 травня 2014. Однак після виходу картка виконавиці Ллойд була видалена з вебсайту Epic Records. Це змусило шанувальників думати, що співачку вигнали з лейблу. У листопаді було оголошено, що Ллойд підписала контракт з Universal Music Group та працює над третім альбомом. 

### 2016 — нині: Третій альбом та новий лейбл
Після довгої тиші Ллойд нарешті оприлюднила на своїй сторінці нове відео, в якому подякувала фанам за терпіння та сказала, що альбом вартий цих очікувань, а також що не може чекати, поки люди його почують. 22 липня цього ж року вийшла перша за 2 роки нова пісня, яка отримала назву Activated. У травні 2017 Ллойд повідомила, що відтепер підписано контракт з ie:music. 
19 жовтня 2018 вона випустила новий сингл None of My Business та кліп до нього. 11 жовтня 2019 вийшов сингл M.I.A, який має стати лід-синглом до третього студійного альбому. 
24 квітня 2020 відбулася прем'єра пісні Lost та відеокліпа до неї.  
2 жовтня того ж року Ллойд представила пісню One Drink Away разом з відеокліпом на неї.  
7 травня 2021 року світ почув дует співачки з діджеєм Imanbek. Пісня отримала назву Baddest. 